# Флаг Матушкина
Флаг внутригородского муниципального образования Ма́тушкино в Зеленоградском административном округе города Москвы Российской Федерации.
Флаг утверждён 21 декабря 2004 года и является официальным символом муниципального образования Матушкино.

## Описание
«Флаг муниципального образования Матушкино представляет собой двустороннее, прямоугольное полотнище с соотношением сторон 2:3.
Полотнище флага разделено диагонально из нижнего угла, прилегающего к древку.
В верхней зелёной части помещено изображение белого свитка с помещёнными на нем совмещёнными символами атома и кристаллической решётки кремния. Габаритные размеры изображения составляют 7/24 длины и 1/2 ширины полотнища. Центр изображения находится на расстоянии 5/24 длины полотнища от бокового края полотнища, прилежащего к древку и на расстоянии 5/16 ширины полотнища от его верхнего края.
В нижней красной части, покрытой множественными жёлтыми языками пламени, помещено изображение древнерусского воина в белых доспехах, с опущенным белым мечом в правой руке, и опирающегося левой рукой на белый щит. Габаритные размеры изображения составляют 1/4 длины и 3/4 ширины полотнища. Центр изображения находится на расстоянии 1/5 длины полотнища от бокового края полотнища, противолежащего древку и на расстоянии 2/5 ширины полотнища от его нижнего края».

## Обоснование символики

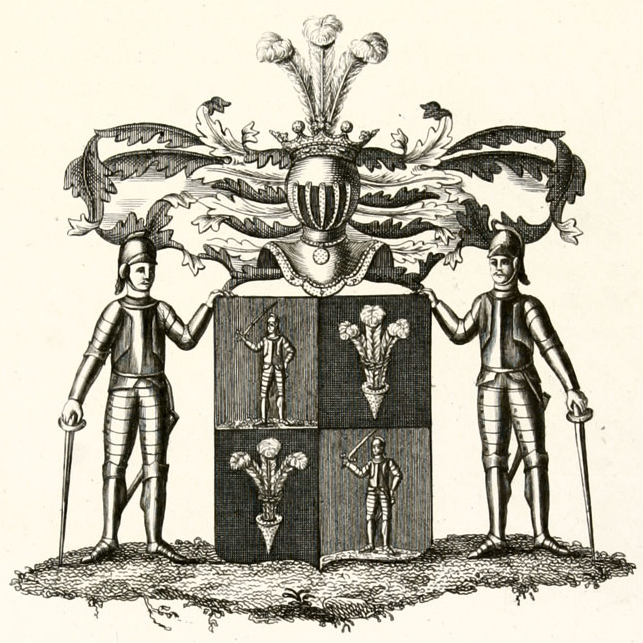
Герб рода дворян Матюшкиных.

Свиток в зелёной части полотнища, несущий совмещённые символы атома и кристаллической решётки кремния, символизирует план строительства Зеленограда как центра электронной промышленности. С территории Матушкино начиналась застройка будущего города-спутника Москвы.
Древнерусский воин символизирует фигуру родового герба бывших владельцев этих земель дворян Матюшкиных, по фамилии которых получило своё название село Матушкино. Жёлтые языки пламени символизируют память о воинах, павших в ожесточённых боях на территории Матушкино осенью 1941 года в битве за Москву. Прах Неизвестного солдата, захороненный у кремлёвской стены, был взят из братской могилы на территории Матушкино.